# Orangeville (Utah)
Orangeville – miasto w Stanach Zjednoczonych, w stanie Utah, w hrabstwie Emery.